# 威廉·E·沃德
威廉·E·沃德（1949年6月3日—）是一位美国陆军军官，1999—2000年担任美国陆军第25步兵师师长，2007—2011年担任美国非洲司令部首任司令。